# 10e régiment de tirailleurs marocains
Pour les articles homonymes, voir 10e régiment et 10e bataillon.
Le 10e régiment de tirailleurs marocains (10e RTM) est un régiment d'infanterie appartenant à l'Armée d'Afrique, dépendant de l'Armée de terre française. Il combat pendant la Seconde Guerre mondiale puis pendant la guerre d'Indochine sous le nom de 10e bataillon de tirailleurs marocains (10e BTM).

## Création et différentes dénominations
- 10e RTM créé en mars 1940 et dissous en juin 1940.
- 10e BTM recréé en 1949 à partir du 207e BTM et dissous en 1950.
- 10e BTM recréé en 1952 puis dissous en 1957.

## Historique

### Seconde Guerre mondiale (1940)
Le 10e RTM est créé le 1er mars 1940 au Maroc. Ses deux bataillons sont rejoint au camp du Valdahon par le IIIe bataillon est l'ancien IVe bataillon (ou XXIe) du 7e régiment de tirailleurs marocains, stationné en Corse. Il est envoyé en France avec la 7e division d'infanterie nord-africaine.
Il combat pendant la bataille de France, sur le front de la Somme à partir de la fin mai 1940,. Il est considéré comme anéanti à la date du 12 juin, alors qu'il tente de rejoindre l'Oise après avoir été isolé. Ses restes sont rapatriés au Maroc et rejoignent le 1er régiment de tirailleurs marocains.

### Indochine (1949-1950)
Formé le 27 mai 1949 par changement de nom du 207e BTM, le 10e BTM opère en Cochinchine. Après avoir quitté l'Indochine en mai 1950, il est dissous.

### Maroc (1952-1957)
Le 10e BTM est recréé le 1er juin 1952 à Casablanca à partir du bataillon de base de Casablanca. Il est dissous le 1er juillet 1957 et reprend le nom de bataillon de base de Casablanca.

## Traditions

### Drapeau du régiment
Aucun nom de bataille ne figure sur son drapeau.

### Insignes
L'insigne du 10e RTM est conçu en avril 1940. Étoile chérifienne inscrite dans un cercle, sur lequel est inscrite en creux la devise « Prêt à bondir ». Le tout chargé d'un léopard en couleurs naturelles.
L'insigne du 10e BTM est fabriqué en Indochine. Croissant montant aux caractères arabes, chargé d'une étoile chérifienne. En abîme un tourteau de gueules à une tête d'asiatique d'argent coiffé d'or, brochant à droite à l'arbre du voyageur.

### Devises
La devise du 10e RTM est « Prêt à bondir ». Celle du 10e BTM est « On n'a rien à voir avec vous, nous continuons ».